# Chris Tsui Hesse
Pour les articles homonymes, voir Hesse.
 (mai 2024).
La mise en forme du texte ne suit pas les recommandations de Wikipédia : il faut le « wikifier ».
Les points d'amélioration suivants sont les cas les plus fréquents :
- Les titres sont pré-formatés par le logiciel. Ils ne sont ni en capitales, ni en gras.
- Le texte ne doit pas être écrit en capitales (les noms de famille non plus), ni en gras, ni en italique, ni en « petit »…
- Le gras n'est utilisé que pour surligner le titre de l'article dans l'introduction, une seule fois.
- L'italique est rarement utilisé : mots en langue étrangère, titres d'œuvres, noms de bateaux, etc.
- Les citations ne sont pas en italique mais en corps de texte normal. Elles sont entourées par des guillemets français : « et ».
- Les listes à puces sont à éviter, des paragraphes rédigés étant largement préférés. Les tableaux sont à réserver à la présentation de données structurées (résultats, etc.).
- Les appels de note de bas de page (petits chiffres en exposant, introduits par l'outil «  Source ») sont à placer entre la fin de phrase et le point final[comme ça].
- Les liens internes (vers d'autres articles de Wikipédia) sont à choisir avec parcimonie. Créez des liens vers des articles approfondissant le sujet. Les termes génériques sans rapport avec le sujet sont à éviter, ainsi que les répétitions de liens vers un même terme.
- Les liens externes sont à placer uniquement dans une section « Liens externes », à la fin de l'article. Ces liens sont à choisir avec parcimonie suivant les règles définies. Si un lien sert de source à l'article, son insertion dans le texte est à faire par les notes de bas de page.
- La présentation des références doit suivre les conventions bibliographiques. Il est recommandé d'utiliser les modèles {{Ouvrage}}, {{Chapitre}}, {{Article}}, {{Lien web}} et/ou {{Bibliographie}}. Le mode d'édition visuel peut mettre en forme automatiquement les références.
- Insérer une infobox (cadre d'informations à droite) n'est pas obligatoire pour parachever la mise en page.

Pour une aide détaillée, merci de consulter Aide:Wikification.
Si vous pensez que ces points ont été résolus, vous pouvez retirer ce bandeau et améliorer la mise en forme d'un autre article.
Christian Tsui Hesse, plus connu sous le nom de Chris Hesse, né le 29 août 1932 0 Osu, est un cinéaste, administrateur de films, photographe et ministre presbytérien ghanéen, connu pour sa cinématographie dans plusieurs films primés tels que Love Brewed in the African Pot (1980) et Heritage Africa (1989), acclamés par la critique. Il était le photographe personnel du premier président du Ghana, Kwame Nkrumah. Chris Hesse a contribué à documenter l'histoire visuelle des dirigeants politiques et du développement du pays. Il a également travaillé pour les Nations Unies, en tant que photographe, documentant la crise du Congo en 1960.

## Biographie

### Jeunesse
Chris Tsui Hesse est né le 29 août 1932 à Osu, Accra. Il fait ses études au pensionnat presbytérien pour garçons, à l'école Salem et à l'école secondaire Odorgonno, obtenant son Cambridge Overseas Certificate en 1954. La même année, il est embauché par la Ghana Film Industry Corporation (GFIC). Il étudie ensuite à l'École nationale de cinéma de Łódź en Pologne, où il obtient son diplôme en 1960.Il obtient également un certificat de troisième cycle en arts cinématographiques et télévisuels à l'Université de la Sorbonne à Paris. Il est aussi titulaire d'un baccalauréat en théologie (1985) et d'un doctorat (1989) en cinéma et arts, tous deux obtenus à Université de Californie du Sud, en Californie.

### Carrière
Sa carrière professionnelle s'étend sur quatre décennies (1954-1994), passées au service de la Gold Coast Film Unit, plus tard appelée Ghana Industry Corporation. Il travaille sur le film The Boy Kumasenu (1952), réalisé par le Britannique Sean Graham, qui est nommé pour le British Academy Film Award du meilleur film. Chris Hesse devient, par la suite, directeur général de la GFIC, poste qu'il occupe pendant dix ans jusqu'à sa retraite en 1994.
Chris Hesse a une grande expérience de la production cinématographique, notamment en tant que chef du département des actualités de la GFIC pendant dix ans (1974-1984), au cours desquels il produit plusieurs films d'actualité, magazines, publicités et courts documentaires, dont certains ont été récompensés par des prix internationaux. En 1985, il reçoit le Golden Camera Award (Premier Prix de la Cinématographie en Afrique) au Festival panafricain du cinéma et de la télévision de Ouagadougou. Il est directeur de la photographie pour les films primés de Kwaw Ansah,Love Brewed in the African Pot (1980) et Heritage Africa (1989). Il est également directeur de la photographie pour His Majesty's Sergeant (1984) du cinéaste Ato Yanney Snr. Il voyage également beaucoup à travers le monde pour filmer des conférences à l'ONU, au Commonwealth, à l'OUA, au Mouvement des non-alignés, des visites de chefs d'État et divers séminaires internationaux.
Chris Hesse est reconnu comme le premier caméraman de guerre à filmer la Crise congolaise en 1960 pour une distribution mondiale, agissant en tant que capitaine honoraire de la force de maintien de la paix. Du Ghana précolonial au Ghana post-indépendant (1956-1966), il a été le directeur de la photographie officiel de Kwame Nkrumah (1956-1966) ainsi que des chefs d'État suivants : Joseph Arthur Ankrah, Akwasi Afrifa, Kofi Abrefa Busia, Ignatius Kutu Acheampong, Fred AkuffoHilla Limann et Jerry Rawlings .
En 1985, il est ordonné ministre chrétien dans l'Église presbytérienne du Ghana et sert dans plusieurs paroisses. Il occupe également le poste de directeur exécutif du ministre chrétien de l'Église presbytérienne du Ghana. Depuis 1959, il est marié à Regina Hesse, ancienne cadre de la Banque du Ghana, et le couple a cinq enfants et plusieurs petits-enfants. En dehors de ses engagements professionnels, ses loisirs comprennent le tennis sur gazon, le jogging, le cyclisme et le le yoga. Il maîtrise couramment l'anglais, le français, le Ga et le Twi .
En 2014, Chris Hesse est reconnu pour ses contributions exceptionnelles au cinéma et à la nation lors des 3èmes conférences cinématographiquesNAFTI sur l'industrie cinématographique, mettant en lumière son travail en tant que directeur de la photographie, réalisateur et photographe documentaire. Il a été un fervent défenseur de l'adoption du projet de loi sur le cinéma, visant à établir les structures et les systèmes nécessaires à l'essor de l'industrie cinématographique . Chris Tsui Hesse est également un membre fondateur et ancien président de l'Ghana Academy of Film and Television Arts (GAFTA). En 2017, Hesse a été honoré lors de la soirée des National Film and Television Institute Awards à Accra,.

## Filmographie
- The Boy Kumasenu (1952)
- Progress in Kodjokrom (1953)
- Mr Mensah Builds a House (1956)
- Beyond the Volta (1956)
- Plebiscite of Togoland (1957)
- Freedom for Ghana (1957)
- Operation Congo (1960)
- Love Brewed in the African Pot (1980)
- His Majesty's Sergeant (1984)
- Heritage Africa (1989)
- Harvest at 17 (1994)
- Cross Road of People, Cross of Trade (1994)